# Хондрокукис, Димитриос
Димитриос Хондрокукис (гр. Δημήτρης Χονδροκούκης; род. 26 января 1988)  — греческий легкоатлет, который специализируется в прыжках в высоту. На чемпионате Европы 2011 года в помещении занял 5-е место. Также занял 5-е место на чемпионате мира 2011 года. Победитель мирового первенства в помещении 2012 года с результатом 2,33.
В июле 2012 года не прошел допинг-тест и не вошел в сборную Греции на Олимпиаду 2012 в Лондоне.